# 八太舟三
八太 舟三（はった しゅうぞう、1886年〈明治19年〉12月3日 - 1934年〈昭和9年〉1月30日）は、日本の思想家、無政府主義者。三重県津市分部町生まれ。
戦前の日本で展開されていたアナキズム思想を知るうえでの重要人物であり、また、労働組合に重きを置くアナルコ・サンディカリズムを批判し、純正アナキズムを主張、大杉栄亡きあとのアナキスト界に影響力を持った。

## 来歴
七人兄弟の末っ子として生まれる。神戸商業学校（現兵庫県立神戸商業高等学校）で学ぶも、家からの仕送りが途絶えたため三年で中退。中退後、上京し新聞配達をしながら苦学した。その後間もなく船員となったが台湾に脱船。そこにいた姉夫婦の世話になり台北郵便局に勤める。そして、八太は熱心なクリスチャンになった。
ところが、局長と喧嘩をして郵便局を退職。東京へ向かい1905年に明治学院普通部に編入学、その後高等部を経て神学部に入学した。しかし、神学部2年の時に教師と衝突して中退した。
その後、キリスト教の伝道をしながら神戸神学校を卒業。卒業後も引き続いて日本各地で伝道をするも、やがてキリスト教に幻滅を感じ、社会革命思想への関心が芽生えるようになった。クリスチャンからアナーキストに転向を果たした八太は、関東大震災のおりに殺害された大杉栄の追悼集会を広島の教会で警察の包囲下において開く。しかしこれが町民の怒りを買い、町会からは追い出され、教会からも追われた。妻からはキリスト教の伝道に戻るよう諭されたが、八太は「自分はアナキズムの宣伝者として一生を終わる。それが不服なら別れるほかはない」と言って妻と離別した。
1924年9月、広島から東京へ再び戻る。そこで八太は黒色青年連盟の結成に奔走した。次いで全国労働組合自由連合会を組織した。また、再婚し子供をもうけている。
その後アナキズム運動を続けるも、1934年1月30日に死去。48歳没。

## 主張
- マルクス主義全般を強く批判し、特に唯物史観や弁証法を強く批判した。八太はマルクス主義的な理屈では無産者は解放されないと主張した。無産者の解放は茶碗と箸の持ち方をわかるレベルであれば誰にでも理解できるものでなければならないとした。
- ソビエト連邦について、労働者は何も解放されておらず、ロシア帝国時代と全く変わっていないと主張。ソ連を国家資本主義と定義し、皇帝のかわりに共産党が横暴な支配者となっているだけとした。
- レーニン主義的な前衛党概念など、革命の際に指導的役割を果たすとされる組織を否定し、大衆の自然発生性を重視した。誰にも指導されないで行う大衆による革命こそが正しいとした。この点から、八太はボリシェヴィキが主導したロシア革命を「一大詐欺」と呼んだ。